# Papila dérmica
En la piel de los humanos, una papila dérmica (en latín dermal papillae DP; término diminutivo del latín papula que significa espinilla o grano) es una de las estructuras pequeñas con forma de dedo o pezón formadas por la interdigitación de la dermis en la epidermis. En la superficie de la piel de manos y pies, estas interdigitaciones aparecen formando las crestas epidérmicas o papilares (conocidas coloquialmente como "huellas dactilares").
Los vasos sanguíneos en las papilas dérmicas nutren a todos los folículos pilosos, y llevan oxígeno y nutrientes a las capas más profundas de las células epidérmicas. El patrón de crestas que se forman en manos y pies se encuentran parcialmente determinadas por la genética y en parte debidas al ruido del desarrollo producido luego del nacimiento. Se encuentran remarcablemente inalteradas (excepto en tamaño) a través de toda la vida, por lo que la determinación de los patrones de las huellas dactilares es útil para ciertas funciones de identificación personal.
Las papilas dérmicas forman parte de la capa más externa de la dermis, la dermis papilar, y las crestas que forman aumentan en gran medida las superficie de contacto entre la dermis y la epidermis. Debido a que la función principal de la dermis es la de soportar a la epidermis, esto aumenta en gran medida el intercambio de nutrientes, oxígeno y productos de desecho entre las dos capas. Adicionalmente, este aumento de la superficie de contacto previene la separación de ambas capas fortaleciendo la unión entre ellas. Con la edad, las papilas tienden a aplanarse y en algunos casos aumentan en número.
Las papilas dérmicas además desempeñan un papel central en la formación, crecimiento y ciclo del pelo.
En las membranas mucosas, las estructuras equivalentes a las papilas dérmicas se denominan generalmente como papilas de tejido conectivo, las cuales se interdigitan con las crestas de Rete del epitelio superficial.